# Жезкен (Лейлекский район)
Жезкен (другое название — Дазгон) (кирг. Жезкен) — село в Лейлекском районе Баткенской области Кыргызстана. Входит в состав Ак-Сууского аильного округа.
Расположено на юго-западе Кыргызстана, вблизи границы с Таджикистаном на берегу реки Ак-Суу на высоте 1030 м.
Согласно переписи 2021 года, население села составляло 268 человек.